# Melleran

Melleran este o comună în departamentul Deux-Sèvres, Franța. În 2009 avea o populație de 513 de locuitori.